# 須走口南インターチェンジ
須走口南インターチェンジ（すばしりぐちみなみインターチェンジ）は、静岡県駿東郡小山町にある国道138号（須走道路）のインターチェンジ (IC) である。御殿場方面へのハーフインターチェンジとなっている。

## 歴史
- 1991年（平成3年）7月29日：須走道路の一部暫定開通に伴い供用開始。この時点では富士吉田方面出入口としての暫定供用でIC名称はなく、国道138号現道（当時。現在の静岡県道418号須走御殿場線）に合流していた。
- 2021年（令和3年）
  - 2月19日：IC名称が「須走南IC（仮称）」から「須走口南IC」に正式決定[3]。
  - 4月10日：須走道路・御殿場バイパスの須走口南IC - ぐみ沢IC間開通[3]。富士吉田方面出入口を廃止し、御殿場方面からの出口（オフランプ）を供用開始。
  - 7月21日：御殿場方面への入口（オンランプ）を供用開始[4]。

## 道路
- 国道138号（須走道路）

### 接続する道路
直接連絡
- 静岡県道150号足柄停車場富士公園線
- 静岡県道418号須走御殿場線

## 隣
国道138号（須走道路）
(5) 須走IC - 須走口南IC - 水土野IC

## 周辺
- 富士山須走口登山道（静岡県道150号足柄停車場富士公園線に指定）
- 東海カーボン富士研究所
- 大都富士リゾートホテル
- 道の駅すばしり